# Mitch Perry
Mitch Perry (Los Angeles, 19 febbraio 1961) è un chitarrista statunitense, noto come membro delle band Heaven e Michael Schenker Group.

## Biografia
Mitch inizia la carriera attorno ai 18 anni quando vola a Los Angeles e collabora con il virtuoso bassista dei Weather Report e Santana Alphonso Johnson nel gennaio del 1980. Quando il progetto ebbe termine, Mitch sostituì Randy Rhoads dei Quiet Riot nella band che nei primissimi anni 80 era stata rinominata "DuBrow", ma abbandonerà presto il gruppo per raggiungere il noto cantante dei Deep Purple Glenn Hughes. Dopo l'esperienza con Hughes, Mitch sostituì Yngwie Malmsteen negli Steeler di Ron Keel, dove venne notato dal bassista Billy Sheehan che lo invitò a raggiungere i suoi Talas per registrare il live album Live Speed on Ice. Dopo ciò, entrò negli australiani (ma residenti a Los Angeles) Heaven con cui pubblicò il disco Knockin' on Heaven's Door nel 1985.
Durante questo periodo Perry apparì come ospite in diversi lavori di artisti come Faster Pussycat, Keel, Frankie Miller e Graham Nash, ma suonò anche le tastiere nel live album degli Aerosmith Classics Live (1986). Nel 1987 Mitch venne contattato dal noto chitarrista Michael Schenker che lo invitò a raggiungere gli M.S.G. con cui registrò il disco Perfect Timing. Durante la sua militanza negli M.S.G. Mitch suonò in svariati tour in America, Giappone ed Europa al fianco di gruppi come Def Leppard e Whitesnake. Grazie alle diverse esperienze acquisite, Mitch riuscì a costruirsti un'ottima reputazione tanto da venire invitato come special guest al "'Guitar Heroes' tour" in Giappone nel 1989. Questa esperienza lo ispirò per la formazione di un nuovo progetto nato dalla collaborazione con l'ex cantante dei Rough Cutt e Quiet Riot Paul Shortino nel 1990, che sarà chiamato Badd Boyz. Il gruppo pubblicò un disco omonimo diffuso solo in Giappone nel 1993. PArallelamente alla carriera con i Badd Boys, Mitch suonò anche in diversi tour con Cher negli States, Europa e Australia. Perry apparirà con la cantante anche in un live speciale in TV special ed inoltre suonò la hit "If I Could Turn Back Time" agli MTV Video Awards. Mitch suonerà anche nella band di Sam Kinison. Nel frattempo la formazione dei Badd Boyz cominciò gradualmente ad evolversi fino a cambiare nome in 7% Solution nel quale figurava anche l'ex cantante degli L.A. Guns Ralph Saenz che sostituì Shortino verso l'inizio del 1993. Nel 1994 Mitch raggiunse Edgar Winter dopo aver collaborato col noto batterista Carmine Appice in un progetto con il quale partecipò ad un tour chiamato 'Super Rock Session'in Giappone (nel progetto assieme a Mitch e Carmine figurava anche il bassista dei Jimmy Page Tony Franklin).
L'attività al fianco di Edgar Winter durò per oltre otto anni, più di altri chitarristi della band di Winter precedenti come Rick Derringer o Ronnie Montrose. Durante questo periodo, Perry pubblicò con Winter tre dischi, incluso Winter Blues che risultò uno degli album di maggior sueccesso dai tempi di Frankenstein. In risposta Winter contribuì alle registrazioni del debutto solista di Perry intitolato Wire To Wire (1996).
Nel 1999 Mitch pubblica il secondo disco solista, ovvero una compilation di tracce irrealizzate dei 7% Solution e dei Badd Boys, che ricevette ottime critiche. Il nuovo millennio portò Mitch a vincere il premio di "miglior chitarrista rock" al L.A Music Awards del 2000, dove vinsero in quella serata anche altri noti artisti come Steve Lukather e Jackson Browne. Dalla primavera del 2001, dopo i costanti tour con Edgar Winter, si presentò al chitarrista l'opportunità di dedicarsi alle macchine da corsa, passione che coltivava da tempo. Poco dopo l'apparizione al fianco di Edgar ai Grammy Awards, Mitch decise di lasciare la band e di abbandonare per un periodo l'attività di musicista. Durante questo periodo scrisse alcune canzoni ma non partecipò a delle registrazioni per quasi un anno. Il musicista tornò in attività poco dopo raggiungendo i BulletBoys in occasione di un tour nel gennaio 2002. Successivamente formerà la nuova band Rhythm Junkies con cui continuà l'attività tutt'oggi. Nel 2003 Mitch raggiunse anche i riformati XYZ per qualche data live. Mitch andò anche in Europa verso la fine del 2004 con l'ex bassista dei Dokken e Dio Jeff Pilson nella sua band War & Peace con cui suonò una data live al Cavern Club di Liverpool. Tornato negli States Perry ricevette un secondo premio agli L.A. music award, questa volta come "premio alla carriera".

## Discografia parziale

### Solista
- 1996 Wire to Wire
- 1999 Better Late Than Never

### Edgar Winter
- 1996 The Real Deal
- 1998 Live in Japan
- 1999 Winter Blues

### Talas
- 1983 - High Speed On Ice

### Altri album
- Heaven - Knockin On Heaven's Door (1985)
- Keel - The Final Frontier (1986)
- Aerosmith - Classics Live! (1986)
- Frankie Miller - Dancing in the Rain (1986)
- M.S.G. - Perfect Timing (1987)
- Faster Pussycat - Faster Pussycat (1987)
- Steve Goodman - Unfinished Business (1987)
- Billy Sheehan - The Talas Years (1989)
- House of Lords - Demons Down (1992)
- Badd Boyz - Badd Boyz (1993)
- Faster Pussycat - The Best of Faster Pussycat (1994)
- Air Pavilion - Sarrph Cogh (1994)
- James Christian - Rude Awakening (1994)
- Michael Zentner - Playtime (1995)
- Paul Shortino - It's About Time (1997)
- Vari artisti - Guitars for Freedom (2002)
- Neil Turbin - Threatcon Delta (2003)
- Kelly Keeling - Giving Sight to the Eye (2005)

### Tribute album
- Little Guitars: A Tribute to Van Halen (2000)
- Tie Your Mix Down: A Tribute to Queen (2000)